# NDK II (metropolitana di Sofia)
NDK II è una stazione della linea M3 della metropolitana di Sofia.

## Storia
La stazione è stata attivata il 26 agosto 2020. Prende il nome dal vicino Palazzo Nazionale della Cultura di Sofia.

## Strutture e impianti
La stazione, progettata dagli architetti Elena e Farid Paktiawal, è sotterranea ed è dotata di 2 binari, serviti da altrettante banchine. Nel livello intermedio occidentale della stazione è presente un pannello decorativo con il poeta e giornalista bulgaro Hristo Botev.

## Servizi
La stazione ha 11 uscite ed è dotata di ascensori per le persone a mobilità ridotta.
- Biglietteria

## Interscambi
Nelle vicinanze della stazione effettuano fermata alcune linee urbane di superficie automobilistiche. Nella parte est della stazione è presente il collegamento diretto con la stazione NDK della linea M2 della metropolitana di Sofia.
- Fermata tram (linee 1, 6, 7, 27)[3]
- Fermata filobus (linee 1, 2, 5, 7, 8, 9)[3]
- Fermata metropolitana (NDK, linea M2)[2]